# 魔術方塊群

魔方的所有可能重新排列形成一個群，叫做魔方群。

在数学中，魔方群是一个群 (G,·) 对应于集合G的所有魔方块正常转动可能形成的所有情形. 从完好魔方从发到任一种状态所经历的操作, 都与群元有一一对应的关系. .  
对于一个3阶标准魔方, 除去中心块外一共有48个色块, 因此一个魔方状态可以由1-48的某种排列表示, 但由于魔方本身的几何结构约束, 并不是所有的序号排列都是合法的魔方状态. 在这种表示下, 对魔方的一个操作可以表示成一个置换. 因此, 3阶魔方群是置换群{\displaystyle S_{48}}的子群, 并满足和置换群相同的运算规则. 
和置换群相同, 魔方群是一个非阿贝尔群, 对魔方的操作不满足交换律.

## 魔方操作
一个3阶魔方包含{\displaystyle 6}个面, 其中每个面有{\displaystyle 9}个色块. 对魔方的一次原子级操作是将其中的某一个面顺时针旋转{\displaystyle 90^{\circ }}, 分别记为{\displaystyle \{\mathbf {F} ,\mathbf {B} ,\mathbf {L} ,\mathbf {R} ,\mathbf {U} ,\mathbf {D} \}}. 以右侧面为例, 逆时针旋转可以被记为{\displaystyle \mathbf {R} ^{3}}, 通常简记为{\displaystyle \mathbf {R} '}. 特别指出, 不对魔方进行任何操作的操作被记为{\displaystyle \mathbf {E} }, 是3阶魔方群的单位元.

## 同构
魔方群共有{\displaystyle 43{,}252{,}003{,}274{,}489{,}856{,}000\,\!={\frac {12!}{2}}\cdot 2^{12-1}\cdot 8!\cdot 3^{8-1}}個元素，與下方此群同构，當中{\displaystyle A_{n}}為交錯群，{\displaystyle \mathbb {Z} _{n}}為循環群：
{\displaystyle (\mathbb {Z} _{3}^{7}\times \mathbb {Z} _{2}^{11})\rtimes \,((A_{8}\times A_{12})\rtimes \mathbb {Z} _{2}).}